# ینس اوکین
ینس اوکین (دانمارکی: Jens Okking؛ ‏ ۱۸ دسامبر ۱۹۳۹ – ۲۱ ژانویهٔ ۲۰۱۸) بازیگر، سیاستمدار، کشاورز، کارگردان فیلم، فیلم‌نامه‌نویس و صداپیشه اهل دانمارک بود.
از فیلم‌هایی که وی در آن نقش داشته‌است، می‌توان به در زندگیم، من و چارلی، قلمرو و بلومسترفانن اشاره کرد.